# GCIRS 7
 (mai 2016).
Si vous disposez d'ouvrages ou d'articles de référence ou si vous connaissez des sites web de qualité traitant du thème abordé ici, merci de compléter l'article en donnant les références utiles à sa vérifiabilité et en les liant à la section « Notes et références ».
Supergéante rouge
Étoile
GCIRS 7 est une étoile pulsante supergéante rouge de type spectral M1 située dans la constellation du Sagittaire, localisée dans le centre galactique. 
Des études infrarouges de l'étoile en bande photométrique H ont permis d'observer directement l'astre et de définir que celui-ci a un diamètre uniforme, ressemblant à un disque de 1,076 ± 0,093 mas de rayon. Des mesures infrarouges de sa distance la placent à 8,33 ± 0,35 kpc (∼27 200 al), ce qui permet d'estimer son rayon réel à 960 ± 92 R☉. Lors d'une photométrie de l'étoile en bande K, il a été remarqué que l'astre semble anormalement lumineux dans cette bande. Cette anomalie est considérée comme un excès d'infrarouge, dont l'origine théorique est un disque circumstellaire qui rayonne fortement dans l'infrarouge. L'étoile et son environnement sont variables en luminosité et en taille.
Les variations photosphériques en bande H sont bien modélisées avec deux périodes : une première de 470 ± 10 jours qui fait varier la luminosité de l'étoile avec une amplitude de 0,64 magnitude et une seconde période, dite longue, qui se déroule sur une échelle de temps estimée entre 2700 et 2850 jours avec une amplitude de 1,1 magnitude. Sa température effective a été mesurée à partir de la largeur équivalente des raies de monoxyde de carbone, ce qui donne un résultat de 3600 ± 195 K.